# Полтва (приток Западного Буга)
По́лтва (пол. Pełtew, укр. По́лтва) — река, приток Западного Буга. На реке находится город Львов, до конца XIX века протекала через центр города, современные проспекты Шевченко, Свободы и Черновола.
Исток реки находится в городском парке «Погулянка» (около 350 метров над уровнем моря), лежащем на главном Европейском водоразделе. Река относится к балтийскому бассейну. В XIX веке река была заключена в пролегающий под центром города коллектор и стала частью канализационной системы Львова. Длина канализации: 1870 год — 15 км, 1903 год — 54 км, 1910 год — 82 км, 1939 год — более 150 км. Проходит по южной части Расточья и впадает в Западный Буг в районе города Буск.

## Гидрологические условия
Река с небольшим уклоном (около 2 м на 1 км) и низким расходом воды. Воды реки широко разливаются в долинах, создавая целый ряд подтопленных местностей, водно-болотных угодий. Река имеет снежно-дождевое питание. Важным элементом её питания служат также многочисленные небольшие притоки:
- левые (стекающие с Расточья): Думный поток, Ярычовка, Железная Вода,
- правые (стекающие с Гологор): Гологорка, Ганчовка, Белка, Пасека.

## Качество воды
Как показали исследования, минерализация воды р. Полтва заметно отличается на двух створах гидрохимического мониторинга: г. Львов (3,5 км ниже города) и г. Буск. Минерализация воды р. Полтва (г. Львов — 3,5 км ниже города) в среднем составляет: весеннее половодье — 784 мг/дм³; летне-осенняя межень — 801 мг/дм³; зимняя межень — 847 мг/дм³. Минерализация воды р. Полтва (м. Буск) в среднем составляет: весеннее половодье — 613 мг/дм³; летне-осенняя межень — 640 мг/дм³; зимняя межень — 670 мг/дм³. В районе Львова минерализация воды реки значительно выше, чем возле Буска — за счет большего содержания хлоридов и сульфатов (антропогенное поступление).
Концентрация загрязняющих веществ в воде р. Полтва, характер кислородного режима и других показателей свидетельствует о том, что река находится в кризисном экологическом состоянии, в ней слабо протекают процессы самоочищения — река нуждается в водоохранных мероприятиях.

## Геологическое строение
В нижней части долины преобладают непроницаемые образования (в частности, глины), что повлияло на образование здесь болот и торфяников.

## Экономическое значение
Полтва сильно повлияла на выбор места для строительства города Львова, выполняла роль рва. Её русло и прилегающие к ней заболоченные местности затрудняли нападение на город с запада и севера. Источники упоминали небольшие барки, которые сплавлялись по Полтве в Балтийское море. В конце девятнадцатого века городские власти решили заключить реку в коллектор на отрезке её течения, в центральной части Львова. Решение о перекрытии Полтвы обосновывалось утверждением об угрозе малярии для населения.
В среднем и нижнем течение реки преобладают сенокосы и пастбища.